# Margaret Lockley
Margaret Lockley (geb. Ashcroft; * 15. Mai 1947) ist eine ehemalige britische Marathonläuferin.
1978 wurde sie englische Meisterin und Sechste beim New-York-City-Marathon. 1981 wurde sie Zehnte beim London-Marathon, und im Jahr darauf gewann sie den Great North Run. 1984 siegte sie beim Barcelona-Marathon und wurde mit ihrer persönlichen Bestzeit von 2:36:06 Achte in London.